# ميد غاز
ميد غاز هو خط أنابيب غاز طبيعي بين الجزائر وإسبانيا. افتتح في 1 مارس 2011.

## التاريخ
نشأت فكرة مشروع بناء خط أنابيب غاز بين الجزائر واوروبا في السبعينات. وبالرغم من ذلك، فقد حالت القيود التقنية في ذلك الوقت دون بناء وتشغيل خط أنابيب غاز في تلك المياه العميقة بدأ التحضير لمشروع ميد غاز في عام 2001 بإنشاء شركة خط أنابيب ميد غاز(Sociedad para el Estudio y Promocion del Gasoducto Argelia-Europa, via Espana S.A.). وتم الانتهاء من دراسة الجدوى في 2002-2003. وبدأت عملية الإنشاء في 7 مارس 2009 في ألمرية.[2] وتم الانتهاء من إنشاء قواعد تمتد تحت سطح البحر في 2008. وبدأ تشغيل الخط في مارس 2011.

## المسار
سوف يبدأ خط الأنابيب من حقل حاسي الرمل في ولاية الأغواط بالجزائر ويمتد القسم الأول منه إلى ميناء بني صاف. ويبدأ القسم البحري من بني صاف إلى موقع الإنزال الأرضي في شاطئ ألمرية، إسبانيا، حيث سيتصل مع خط أنابيب غاز ألمرية-البسيط.

## الوصف الفني
يمتد خط الأنابيب على الساحل الجزائري لمسافة 547 كيلومتر الجزء البحري منه طوله 210 كيلومتر، قطر الأنبوب هو 1,220 مم على البر، وفي الجزء البحري فإن القطر هو 610 مم ومعدل التدفق هو 8 بليون متر مكعب (bcm) من الغاز الطبيعي سنويا. وهناك إمكانية محتملة مد خط أنابيب ثاني بنفس القطر بأقل التكاليف الاضافية للإنشاء.
وقدرت التكاليف الإجمالي للمشروع 900 مليون يورو، متضمنة 630 مليون يورو للقسم البحري.الجزء البري الجزائري من الأنبوب قامت بإنشائه شركة (Spie Capag) والجزء البحري قامت بإنشائه شركة سايپم (Saipem). وتم توريد أنابيب الصلب من نيپون ستيل، وثلاث قطارات كباسة ستوردهم شركة «درسر-راند» (Dresser-Rand). وستقوم شركة «لويدز ريجستر» بفحص خط الأنابيب وخدمات واعطاء شهادات الصلاحية، بما فيها فحص أعمال الموردين للأنابيب والمعدات وتأهيل عملية مد الأنبوب براً وبحراً وبناء محطة الضغط.

## الشركات المشغلة
- سوناطراك (الجزائر) - 43 % [6]
- CEPSA (إسبانيا) - 42 % [6]
- Gas Natural Fenosa (إسبانيا) - 15 %

في 2006، انسحبت بي بي وتوتال من المشروع.

## التشغيل
في 1 مارس 2011 بدأت عملية ضخ الغاز عبر أنبوب ميد غاز بحضور الرئيس المدير العام لمجمع سوناطراك نور الدين شرواطي وپدرو ميرو رئيس مجلس إدارة شركة ميد غاز.